# Les Riches au tribunal
Les Riches au tribunal, sous-titré L'affaire Cahuzac et l'évasion fiscale, est une bande dessinée documentaire et humoristique scénarisée par le couple de sociologues Monique Pinçon-Charlot et Michel Pinçon et dessinée par Étienne Lécroart, parue en septembre 2018.

## Résumé
L'album commence par un Préambule en texte seul d'une page exposant le projet des auteurs ainsi que des remerciements. Il se divise ensuite en plusieurs chapitres en bande dessinée alternant des planches traditionnelles avec cases et quelques schémas en pleine page. 
« L'Aveu » commence par une rencontre entre les Pinçon-Charlot et le dessinateur Étienne Lécroart peu après la sortie de l'album Panique dans le 16e et met en scène l'idée d'un album sur l'affaire Cahuzac. Les Pinçon-Charlot expliquent comment ils en sont venus à s'intéresser à Jérôme Cahuzac au détour des péripéties de l'affaire de l'hippodrome de Compiègne qui mettait en cause le ministre Éric Woerth en 2010. Ils présentent Jérôme Cahuzac et son parcours jusqu'à son procès dans le cadre de l'affaire Cahuzac, qui a commencé fin 2012.
« Le Procès » commence lorsque les Pinçon-Charlot et Étienne Lécroart assistent au début du procès de Jérôme Cahuzac le 8 février 2016 au Tribunal de grande instance de Paris. Par la voix d'Évelyne Sire-Marin, juge à la 31e chambre chargée des affaires économiques et financières, le chapitre présente les grandes lignes du système judiciaire concernant les fraudes fiscales. Les Pinçon-Charlot expliquent ensuite les différents recours utilisés par les avocats de Cahuzac pour éviter ou retarder son procès, dont la question prioritaire de constitutionnalité (QPC). Les premiers temps du procès sont consacrés à l'examen et au rejet de ces recours.
« L'Ingénierie financière » s'ouvre le 5 septembre 2016 au début du vrai procès de Jérôme Cahuzac, où l'accusé comparaît au tribunal pour s'expliquer au sujet d'un compte en banque en Suisse non déclaré au Fisc et sur lequel il disposait de 687 000 euros. Le chapitre explique comment Jérôme Cahuzac a utilisé le carnet d'adresses qu'il s'était forgé au fil de sa carrière pour élaborer un dispositif complexe de fraude fiscale.
« Tout le monde savait » commence le lendemain 6 septembre, lorsque les banquiers suisses s'expliquent à leur tour et dénoncent le laxisme de l'État français depuis 2000 : de multiples personnes ont été au courant des montages frauduleux de Jérôme Cahuzac, mais n'ont pas entamé les procédures d'enquête ou de sanction prévues dans ce type de cas. Le chapitre évoque également les problèmes posés par les faibles moyens alloués à la Direction générale des finances publiques et par les menaces qui pèsent sur l'indépendance des médias, concentrés entre les mains de quelques grandes fortunes.
« La fraude en famille » détaille le cas de l'ex-épouse Cahuzac, Patricia Ménard, accusée d'avoir détenu et dissimulé au Fisc la somme de 2,5 million d'euros déposée sur un compte à l'île de Man. Le chapitre évoque l'importance de la constitution d'un patrimoine transmis de génération en génération dans les milieux riches et présente en images le système de fraude fiscal concernant ce compte. Il est ensuite question du rapport Tracfin concernant les comptes bancaires de Thérèse Mazières, la mère de Jérôme Cahuzac, sur lesquels ce dernier a effectué de nombreuses opérations depuis 2003 dans un but de fraude fiscale et de blanchiment de fraude fiscale. Le chapitre évoque les antécédents très anciens de ces pratiques, répandues depuis longtemps dans ce milieu social.
« Le verdict » commence le 14 septembre 2016. Il évoque le réquisitoire de la procureure du Parquet national financier contre Jérôme Cahuzac et Patricia Ménard, puis les plaidoiries des avocats de Cahuzac, le tout analysé par Évelyne Sire-Marin : les peines demandées par la procureure sont légères (3 ans de prison ferme et 5 ans d'inéligibilité) comparées aux peines possibles (jusqu'à 7 ans de prison ferme). Le chapitre montre et analyse ensuite le verdict du 8 décembre 2016 (3 ans de prison sans aménagement de peine et 5 ans d'inéligibilité). Les Pinçon-Charlot exposent leurs réflexions consécutives au verdict, puis Évelyne Sire-Marin fournit quelques éclaircissements juridiques. Le chapitre évoque ensuite le sort des autres prévenus de l'affaire Cahuzac et dresse un bilan en demi-teinte sur la lutte contre la fraude fiscale dans les mois suivants. Jérôme Cahuzac ayant fait appel, le procès n'est pas encore terminé.
Le septième et dernier chapitre, « Et maintenant ? », s'ouvre le 21 février 2018, le dernier jour du procès en appel de Jérôme Cahuzac. Après avoir conquis de haute lutte des places convenables dans la salle minuscule, les trois personnages assistent aux plaidoiries des avocats de Cahuzac. Le chapitre évoque ensuite l'énoncé du verdict le 15 mai 2018 : 4 ans de prison dont 2 avec sursis, 300 000 euros d'amende et 5 ans d'inéligibilité, une peine qui permet à Cahuzac de ne pas aller en prison car les 2 ans de prison ferme (hors sursis) deviennent aménageables. Les Pinçon-Charlot livrent alors leur bilan au sortir du procès : la fraude fiscale, estimée à 80 milliards d'euros par an en France, demeure un fléau et une plaie pour la démocratie. La lutte contre cette fraude est mise en scène sous la forme d'un combat de catch à coups d'arguments pour vaincre « Offshor'Oligarchik, the Social Destroyer », allégorie de la fraude fiscale.
L'album se termine par des annexes : une chronologie de l'affaire Cahuzac, un schéma de ses contacts et des statistiques en images sur l'évasion fiscale en France.

## Élaboration de l'œuvre
Les Riches au tribunal est le troisième projet commun à Monique Pinçon-Charlot, Michel Pinçon et Étienne Lécroart après Panique dans le 16e et Pourquoi les riches sont-ils de plus en plus riches et les pauvres de plus en plus pauvres ? ; les Pinçon-Charlot avaient par ailleurs réalisé une bande dessinée avec Marion Montaigne, Riche, pourquoi pas toi ?, en 2013. Le projet a été initié par les éditeurs qui ont contacté les Pinçon-Charlot après avoir appris qu'ils suivaient le procès Cahuzac en prenant des notes ; les Pinçon-Charlot ont alors proposé de confier le dessin à Lécroart. Les Pinçon-Charlot ont transmis leurs notes à Lécroart et tous trois ont élaboré le plan de l'album par chapitres globalement chronologiques, puis Lécroart a fait ses propres recherches et propositions, notamment pour l'aspect humoristique. Les auteurs ont également eu recours à des lectures à haute voix afin de peser leurs propos afin de ne pas verser dans la diffamation.

## Accueil critique
Dans L'Humanité, Marion D'Allard apprécie la façon dont les auteurs « explorent avec pédagogie et humour les arcanes de la fraude fiscale » dans une bande dessinée « précise » qui décrit « la justice à deux vitesses, l’impunité de la délinquance en col blanc, la complexité des montages financiers, mais aussi le silence coupable des responsables politiques, le verrou de Bercy et la faiblesse des contrôles fiscaux à la charge d’une administration à bout de souffle ».
Dans la revue en ligne Parutions.com, Clément Lemoine remarque que le livre « n'est pas seulement le lieu d'une enquête à destination des amnésiques et des distraits ; il s'agit surtout d'une protestation contre les pratiques de fraude fiscale en général » où le récapitulatif « détaillé » des malversations de Cahuzac met en lumière « la désinvolture de toute une classe politique devant la dissimulation fiscale ». Lemoine regrette que le « réquisitoire militant » ne « laisse pas véritablement place au débat », notamment par le choix des auteurs de remettre en cause la distinction entre optimisation fiscale immorale mais légale et évasion fiscale illégale, et il trouve que l'album constitue « une belle illustration » des rapprochements entre BD et sociologie mais aussi des questionnements que soulèvent ces rapprochements, puisque la sociologie nécessite seon lui « de considérer l'être humain comme un objet et de juger ses attitudes avec le moins d'émotions possibles » tandis que la bande dessinée est « mode de communication rompu à la fiction et à l'empathie ». La qualité principale de l'album réside selon lui dans le travail de Lécroart, qui « défriche ainsi les potentialités de la bande dessinée comme pourvoyeuse de schémas et d'explications graphiques, au-delà de la bédéreportage de première catégorie ».
L'album suscite des réactions divergentes au sein de la presse économique. Dans le quotidien économique libéral Les Échos, Julien Damon estime que les auteurs « combinent allègrement sabir sociologisant et convictions militantes pour attiser une certaine richophobie ambiante ». Il reproche à l'album son compte rendu de l'affaire Cahuzac « sans aucune nouveauté » et ses « généralisations abusives ». Il juge cependant que « le croquis des montages financiers et le portrait de la fraude fiscale auraient leur intérêt s'ils n'étaient pas invalidés par les imprécations systématiques ». Dans le magazine économique et social Alternatives économiques, Christian Chavagneux est d'avis que les auteurs « nous replongent dans les moindres détails » des montages financiers de Cahuzac pour « mieux saisir les pratiques sociales du personnage » et « dénoncer une justice lente et peu sévère avec les plus fortunés » ; il apprécie « excellente et très drôle mise en dessin d’Etienne Lécroart ».